# Cephalosphaera motichoorensis
Cephalosphaera motichoorensis är en tvåvingeart som beskrevs av Kapoor, Grewal och Sharma 1987. Cephalosphaera motichoorensis ingår i släktet Cephalosphaera och familjen ögonflugor. Inga underarter finns listade i Catalogue of Life.